# Sire
Sire (lett. "re, signore, sovrano", dall'antico francese sire, dal latino senior) è un titolo onorifico per i re regnanti del Regno Unito e del Belgio. Precedentemente veniva anche usato in Inghilterra, Francia, Italia, Germania e Spagna. 
Storicamente il termine sire ha avuto un utilizzo più esteso. Durante il medioevo l'onorifico sire era generalmente usato per rivolgersi a un superiore, una persona di importanza o in una posizione di autorità o alla nobiltà in generale. È probabile che "sire" e il francese "(mon)sieur" condividano una comune origine etimologica, essendo in definitiva imparentati al latino senior, oltre che all'onorifico inglese "sir"; molte parole in inglese erano originariamente scritte con la "e" finale che, con il tempo, è andata perduta. Dal secolo XVI il termire Sire venne utilizzato per rivolgersi esclusivamente ai sovrani (Re o Imperatori) e così è fino ai giorni nostri. Attualmente infatti ci si riferisce con il termine Sire ad un sovrano (tranne che per i principi per cui è previsto il titolo di Altezza). 